# Макари (Трапани)
Макари је насеље у Италији у округу Трапани, региону Сицилија.
Према процени из 2011. у насељу је живело 329 становника. Насеље се налази на надморској висини од 37 м.